# Hollersbach im Pinzgau
Hollersbach im Pinzgau é um município da Áustria, situado no distrito de Zell am See, no estado de Salzburgo. Tem 76,95 km² de área e sua população em 2019 foi estimada em 1.230 habitantes.